# Castico
Castico (fl. I secolo a.C.) è stato un nobile dei Sequani della Gallia dell'est.
Suo padre, Catamantalede, era stato sovrano di questa tribù ed era stato riconosciuto come amico dal Senato romano.
Attorno al 60 a.C., Castico organizzò una cospirazione insieme a Orgetorige degli Elvezi e Dumnorige degli Edui per prendere il potere nelle rispettive tribù e diventare poi i dominatori dell'intera Gallia. Ma la cospirazione venne scoperta e fermata.

## Fonti
- Gaio Giulio Cesare, Bell. Gall. I 3